# Scarmagno
Scarmagno (piemonti nyelven Scarmagn ) egy község Olaszországban, Torino megyében.

## Fekvése

Scarmagno község Torino megye térképén

Scarmagnoval szomszédos települések :Cuceglio, Mercenasco, Montalenghe, Perosa Canavese, Romano Canavese, San Martino Canavese és Vialfrè.